# Mick Schumacher
Mick Schumacher, (IPA ˈmɪk ˈʃuːmaxɐ), nemški dirkač Formule 2, * 22. marec 1999, Vufflens-le-Château, Švica.
Mick je eden izmed otrok slovitega dirkača formule 1 Michaela Schumacherja.

## Kariera
Mick Schumacher, je član mlade akademije Ferrarija in trenutno nastopa v svoji drugi sezoni v F1. V sezoni 2020 je osvojil naslov svetovnega prvaka v F2, nato pa je v sezoni 2021 debitiral v F1 pri moštvu Haas F1 Team.